# Larry O'Brien
Lawrence Francis "Larry" O'Brien, Jr. (Springfield, Massachusetts, Estados Unidos, 7 de julio de 1917-Nueva York, 28 de septiembre de 1990) fue durante más de dos décadas uno de los principales estrategas electorales del Partido Demócrata de los Estados Unidos. Fue director general del Servicio Postal de los Estados Unidos en el gabinete del presidente Lyndon B. Johnson entre 1965 y 1968 y Comisionado de la NBA entre 1975 y 1984.

## Biografía y carrera política
Hijo de emigrantes irlandeses, se involucró en la política desde muy joven. Su padre, un líder local del partido demócrata, lo reclutó a los 11 años como voluntario para hacer campaña en las elecciones de 1928 en apoyo a Al Smith. Se licenció en derecho en 1942 en la Universidad Northeastern. Se casó con Elva Brassard en 1945 y tuvo un hijo, Lawrence F. O'Brien III.
Acompañó al presidente John F. Kennedy y a su mujer en su viaje a Texas en 1963, que era parte de su estrategia para su renovación en el cargo al año siguiente. Tras el atentado que costó la vida al presidente, O'Brien acompañó el féretro y a la Sra. Kennedy al Air Force One. Una vez en el avión, Lyndon B. Johnson fue investido presidente, y éste llamó a O'Brien y a Kenneth O'Donnell para formar parte de su administración.

## Comisionado de la NBA
En 1975 fue elegido para sustituir en el cargo de Comisionado de la NBA a Walter Kennedy, y fue el encargado de llevar las negociaciones de la liga con la American Basketball Association para su fusión en 1976. Negoció además el mayor contrato televisivo hasta la fecha con la cadena CBS. En 1984, el trofeo al Campeón de la NBA fue renombrado en su honor. reemplazando al anterior, el Trofeo Walter A. Brown, que había premiado a los ganadores hasta las Finales de la NBA de 1984. Le sustituyó ese año David Stern.
Fue incluido en el Basketball Hall of Fame, sito en su ciudad natal, Springfield, Massachusetts en 1991.

### Principales logros como Comisionado de la NBA
- Expansión de la liga de 18 a 23 equipos.[3]
- Coordinación del mayor contrato hasta la fecha por derechos televisivos (1982)
- Llevó las retransmisiones de los partidos a la televisión por cable, siendo pioneros dentro de los grandes eventos deportivos.
- Negociación de la fusión NBA-ABA
- Introducción del Límite salarial (1983)
- Alcanzó un estricto acuerdo antidrogas con la National Basketball Players Association.

## Fallecimiento
Larry O'Brien falleció el 28 de septiembre de 1990 en el New York Hospital-Cornell Medical Center de Manhattan tras unas complicaciones derivadas del cáncer que padecía, a los 73 años de edad.